# Мусієнко Віктор Леонідович
Ві́ктор Леоні́дович Мусіє́нко — солдат Збройних сил України, учасник російсько-української війни.

## Нагороди
1. За особистий внесок у зміцнення обороноздатності Української держави, мужність, самовідданість і високий професіоналізм, виявлені під час виконання військового обов'язку, та з нагоди Дня Збройних Сил України нагороджений орденом «За мужність» III ступеня (2.12.2016).[1]
2. За особисту мужність, виявлену у захисті державного суверенітету та територіальної цілісності України, самовіддане виконання військового обов’язку  нагороджений орденом «За мужність» ІІ ступеня 10 квітня 2017 року.[2]
3. За особисту мужність, виявлену у захисті державного суверенітету та територіальної цілісності України, самовіддане виконання військового обов’язку нагороджений орденом "За мужність" І ступеня 8 грудня 2023 року.